# Aeroportul Internațional Kazan
Aeroportul Internațional Kazan (IATA: KZN, ICAO: UWKD) este un aeroport din Rusia ce deservește zona Kazan. Aeroportul a fost tranzitat în 2022 de 4.018.000 de pasageri. A fost deschis în 1979 și numit după Ğabdulla Tuqay.
Situat la o altitudine de 126 m, aeroportul dispune de 1 pistă.

## Infrastructură

### Piste
Aeroportul dispune de o singură pistă. Pista 11L/29R are suprafața de beton și dimensiunile 3.724 m × 45 m. 